# Demanda (economia)
La demanda en economia és la quantitat de béns i serveis que un consumidor (demanda individual) oun conjunt de consumidors (demanda total o de mercat) vol comprar a un moment determinat. La demanda és una intenció que precedeix la compra que és un acte.
Es coneix com a comprador qualsevol individu que vulgui productes oferts pel mercat, independentment de si els adquireix o no. El comprador ésactiu al mercat per obtenir els béns que desitja es transforma en un consumidor. La demanda del mercat és la suma de les demandes individuals.

## Factors condicionants
- El preu del bé pot modular la demanda. La demanda sol ser inversament proporcional amb el preu del producte o servei. Com més barat és, més se'n comprarà dins de certs límits. Tot i això hi ha límits condicionades per les necessitats i el tipus de producte: si per exemple el preu del pa és molt baix, no se'n comprarà molt més del que el la persona necessita. Depèn també de la natura del producte: és diferent per exemple per a productes alterables (fruita fresca) i productes que no (or, valors).
- El preu dels béns relacionats: béns complementaris (la demanda de cotxes també és influenciat pel preu de la gasolina) i béns substitutius (la demande de cotxes pot baixar si el transport públic és una alternativa).
- La renda disponible: la capacitat adquisitiva condiciona la quantitat de diners que es destina a comprar i per tant, la quantitat de producte que un consumidor demana. Existeixen tres tipus de béns dins d'aquesta categoria; béns inferiors, béns normals, i béns de luxe.
- Les preferències del consumidor: Els gustos, les preferències i la moda determinen el comportament dels demandants amb independència dels preus o de la renda.

La demanda reflecteix una intenció, mentre que la compra constitueix una acció. Teòricament, es pot expressar mitjançant una funció matemàtica, tot i que certs factors de l'equació romanen difícils per mesurar de manera objectiva.
- Qdx = és la quantitat demandada del bé o servei.
- P = preu del bé o servei.
- I = ingrés del consumidor o nivell de renda.
- G = gustos i preferències.
- N = nombre de consumidors.
- Ps = preu de béns substitutius.
- Pc = preu de béns complementaris.

La demanda pot ser expressada gràficament per mitjà de la corba de la demanda que relaciona el preu i la demanda.
En relació amb l'elasticitat, la demanda es divideix en tres tipus:
- Elàstica, quan l'elasticitat de la demanda és major que 1, la variació de la quantitat demanada és percentualment superior a la del preu.
- Inelàstica, quan l'elasticitat de la demanda és menor que 1, la variació de la quantitat demanada és percentualment inferior a la del preu.
- Elasticitat unitària, quan l'elasticitat de la demanda és 1, la variació de la quantitat demanada és percentualment igual a la del preu.

## Llei de la demanda
Relació negativa entre el preu i la magnitud de la demanda: La relació entre la quantitat demanada i el preu és inversa, això es reflecteix en el pendent negatiu de la corba de demanda, és a dir: a major preu ceteris paribus (romanent constant tota la resta), menor demanda i a menor preu, més demanda. Això es coneix amb el nom de Llei de la Demanda de Pendent Negativa. Cal tenir en compte que la variable independent és sempre el preu